# Canicule européenne de 2015
Pour les articles homonymes, voir Canicule en Europe.
La canicule de 2015 en Europe, particulièrement précoce, a duré dix jours, du 29 juin au 8 juillet 2015. Elle survient après plusieurs années sans grosses vagues de chaleur, la dernière grosse canicule remontant à 2006. En revanche, elle marque le début d'une série d'été particulièrement chauds avec plusieurs canicules comme la canicule tardive de fin août/début septembre 2016, puis la canicule de 2017, la longue canicule de 2018 et l'intense et précoce canicule de juin 2019.

## Situation météorologique
Une masse d'air chaude en provenance d'Afrique du Nord remonte sur l'Europe de l'Ouest à partir du 29 juin 2015. Les températures ont atteint des records durant cet épisode caniculaire.

### France

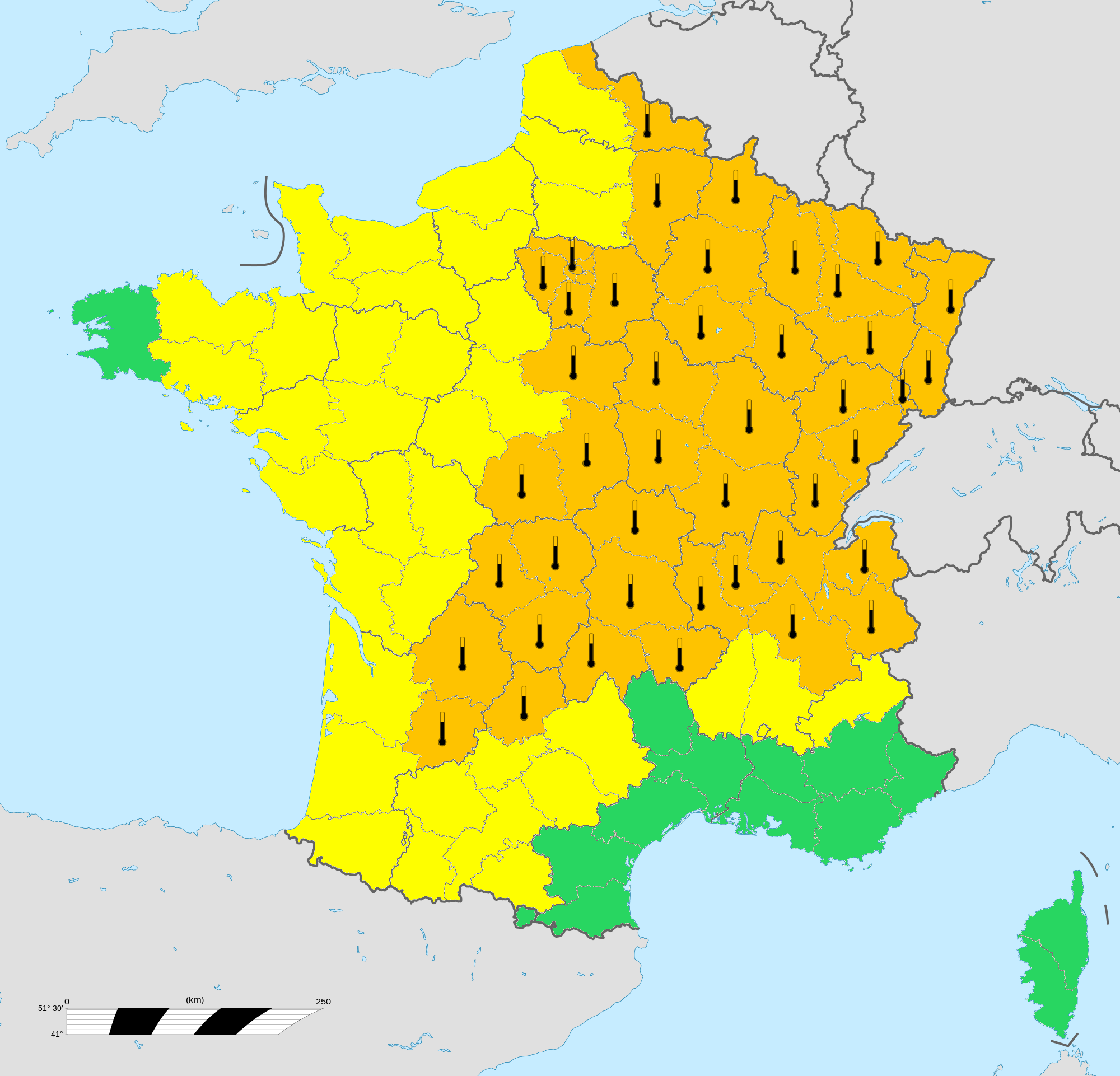
Vigilance à la canicule émise par Météo-France le 1 juillet 2015.

## Conséquences sanitaires

### En France
700 morts supplémentaires en France durant cet épisode caniculaire.